# Belgische kampioenschappen atletiek 1943
De Belgische kampioenschappen atletiek 1943 alle categorieën vonden voor de mannen plaats op 25 juli in het Olympisch Stadion van Antwerpen en op 1 augustus in het Joseph Marienstadion in Vorst. De 3000 m steeple werd gelopen op 15 augustus in het Albert Dyserynckstadion in Sint-Andries en de 10.000 m op 22 augustus in Antwerpen.
Tijdens deze kampioenschappen verbeterde Pol Braekman het Belgisch record van Jules Bosmans op de 200 m horden tot een tijd van 24,5 s.
De kampioenschappen voor vrouwen vonden op 25 juli plaats in het gemeentelijk stadion van Etterbeek.

## Uitslagen

### 100 m/80 m
| rang   | atleet          | prestatie |
| ------ | --------------- | --------- |
| Goud   | Julien Saelens  | 10,8 s    |
| Zilver | Paul Claus      | 11,0 s    |
| Brons  | Dieudonné Guthy | 11,3 s    |

| rang   | atlete      | prestatie |
| ------ | ----------- | --------- |
| Goud   | Lina Claeys | 11,2 s    |
| Zilver |             |           |
| Brons  |             |           |

### 200 m/150 m
| rang   | atleet             | prestatie |
| ------ | ------------------ | --------- |
| Goud   | Julien Saelens     | 22,4 s    |
| Zilver | Roger Siroul       | 22,6 s    |
| Brons  | Albert Den Doncker | 23,0 s    |

| rang   | atlete          | prestatie |
| ------ | --------------- | --------- |
| Goud   | Juliette Segers | 21,2 s    |
| Zilver |                 |           |
| Brons  |                 |           |

### 400 m
| rang   | atleet           | prestatie |
| ------ | ---------------- | --------- |
| Goud   | Adolf Wanzeele   | 49,6 s    |
| Zilver | Fernand Bourgaux | 51,3 s    |
| Brons  | Guy Peellaert    | 51,4 s    |

### 800 m/600 m
| rang   | atleet           | prestatie |
| ------ | ---------------- | --------- |
| Goud   | Richard Brancart | 1.56,9    |
| Zilver | Raymond Lefebure | 1.57,9    |
| Brons  | Piet Smet        | 1.58,4    |

| rang   | atlete  | prestatie |
| ------ | ------- | --------- |
| Goud   | Balcaen | 2.07,2    |
| Zilver |         |           |
| Brons  |         |           |

### 1500 m
| rang   | atleet              | prestatie |
| ------ | ------------------- | --------- |
| Goud   | Gaston Reiff        | 3.54,8    |
| Zilver | Georges Oosterlynck | 3.59,2    |
| Brons  | Achiel Laurent      | 4.04,0    |

### 5000 m
| rang   | atleet         | prestatie |
| ------ | -------------- | --------- |
| Goud   | Ward Schroeven | 15.31,2   |
| Zilver | Albert Scheirs | 15.33,8   |
| Brons  | Jean Allecourt | 15.43,0   |

### 10.000 m
| rang   | atleet          | prestatie |
| ------ | --------------- | --------- |
| Goud   | Ward Schroeven  | 32.51,6   |
| Zilver | Henri De Belder | 33.36,2   |
| Brons  | Pierre Scheirs  | 34.05,4   |

### 110 m horden/80 m horden
| rang   | atleet            | prestatie |
| ------ | ----------------- | --------- |
| Goud   | Pol Braekman      | 15,0 s    |
| Zilver | Piet Van de Sype  | 15,2 s    |
| Brons  | Antoine Lafortune | 17,4 s    |

### 200 m horden
| rang   | atleet           | prestatie   |
| ------ | ---------------- | ----------- |
| Goud   | Pol Braekman     | 24,5 s (NR) |
| Zilver | Claude Schwartz  | 25,4 s      |
| Brons  | Piet Van de Sype | 25,9 s      |

### 400 m horden
| rang   | atleet            | prestatie |
| ------ | ----------------- | --------- |
| Goud   | Claude Schwartz   | 56,7 s    |
| Zilver | Henri Regemeutter | 57,8 s    |
| Brons  | Robert Prévot     | 58,0 s    |

### 3000 m steeple
| rang   | atleet              | prestatie |
| ------ | ------------------- | --------- |
| Goud   | Ward Schroeven      | 10.04,8   |
| Zilver | Marcel Vandewattyne | 10.24,4   |
| Brons  | Pradel Moreels      |           |

### Verspringen
| rang   | atleet            | prestatie |
| ------ | ----------------- | --------- |
| Goud   | François Braekman | 6,78 m    |
| Zilver | René Libert       | 6,56 m    |
| Brons  | Émile Binet       | 6,54 m    |

| rang   | atlete             | prestatie |
| ------ | ------------------ | --------- |
| Goud   | Jenny Van Gerdinge | 4,86 m    |
| Zilver | '                  |           |
| Brons  |                    |           |

### Hink-stap-springen
| rang   | atleet          | prestatie |
| ------ | --------------- | --------- |
| Goud   | René De Vilder  | 13,44 m   |
| Zilver | Maurice Couraux | 12,89 m   |
| Brons  | Raymond Claus   | 12,84 m   |

### Hoogspringen
| rang   | atleet               | prestatie |
| ------ | -------------------- | --------- |
| Goud   | André Kleinermann    | 1,80 m    |
| Zilver | Piet Van de Sype     | 1,70 m    |
| Brons  | André Van de Fackere | 1,70 m    |

| rang   | atlete            | prestatie |
| ------ | ----------------- | --------- |
| Goud   | Catherine Stevens | 1,40 m    |
| Zilver |                   |           |
| Brons  |                   |           |

### Polsstokhoogspringen
| rang   | atleet                 | prestatie |
| ------ | ---------------------- | --------- |
| Goud   | Frans Van Peteghem     | 3,60 m    |
| Zilver | Maurice Boulanger      | 3,50 m    |
| Brons  | Roland Van Vlierberghe | 3,40 m    |

### Kogelstoten
| rang   | atleet           | prestatie |
| ------ | ---------------- | --------- |
| Goud   | Gustave Hoofmans | 12,86 m   |
| Zilver | Paul Bodart      | 12,36 m   |
| Brons  | Auguste Vos      | 12,26m    |

| rang   | atlete    | prestatie |
| ------ | --------- | --------- |
| Goud   | José Thys | 9,11 m    |
| Zilver |           |           |
| Brons  |           |           |

### Discuswerpen
| rang   | atleet            | prestatie |
| ------ | ----------------- | --------- |
| Goud   | Raymond Kintziger | 40,01 m   |
| Zilver | Marcel Denis      | 38,625m   |
| Brons  | Auguste Vos       | 37,575 m  |

| rang   | atlete            | prestatie |
| ------ | ----------------- | --------- |
| Goud   | Catherine Stevens | 25,84 m   |
| Zilver |                   |           |
| Brons  |                   |           |

### Speerwerpen
| rang   | atleet            | prestatie |
| ------ | ----------------- | --------- |
| Goud   | Raymond Kintziger | 53,28 m   |
| Zilver | Arthur Fontaine   | 50,865 m  |
| Brons  | Jules Herremans   | 49,83 m   |

| rang   | atlete              | prestatie |
| ------ | ------------------- | --------- |
| Goud   | Jeanne van Kesteren | 31,00 m   |
| Zilver |                     |           |
| Brons  |                     |           |

1889 · 
1890 · 
1891 · 
1892 · 
1893 · 
1894 · 
1895 · 
1896 · 
1897 · 
1898 · 
1899 · 
1900 · 
1901 · 
1902 · 
1903 · 
1904 · 
1905 · 
1906 ·
1907 ·
1908 · 
1909 · 
1910 · 
1911 · 
1912 · 
1913 · 
1914 · 
1919 · 
1920 · 
1921 · 
1922 · 
1923 · 
1924 · 
1925 · 
1926 · 
1927 · 
1928 · 
1929 · 
1930 · 
1931 · 
1932 · 
1933 · 
1934 · 
1935 · 
1936 · 
1937 · 
1938 · 
1939 · 
1940 · 
1941 · 
1942 · 
1943 · 
1944 · 
1945 · 
1946 · 
1947 · 
1948 · 
1949 · 
1950 · 
1951 · 
1952 · 
1953 · 
1954 · 
1955 · 
1956 · 
1957 · 
1958 · 
1959 · 
1960 · 
1961 · 
1962 · 
1963 · 
1964 · 
1965 · 
1966 · 
1967 · 
1968 · 
1969 · 
1970 · 
1971 · 
1972 · 
1973 · 
1974 · 
1975 · 
1976 · 
1977 · 
1978 · 
1979 · 
1980 · 
1981 · 
1982 · 
1983 · 
1984 · 
1985 · 
1986 · 
1987 · 
1988 · 
1989 · 
1990 · 
1991 · 
1992 · 
1993 · 
1994 ·
1995 · 
1996 · 
1997 · 
1998 · 
1999 · 
2000 · 
2001 · 
2002 · 
2003 · 
2004 · 
2005 · 
2006 · 
2007 · 
2008 · 
2009 · 
2010 · 
2011 · 
2012 · 
2013 · 
2014 · 
2015 · 
2016 · 
2017 · 
2018 · 
2019 · 
2020 · 
2021 · 
2022 · 
2023 · 
2024